# Hàn Sơn
Hàn Sơn (zh. hánshān 寒山, ja. kanzan), thế kỷ thứ 7, cũng gọi Hàn Sơn tử, là một dị nhân trong Phật giáo Trung Quốc đời nhà Đường. Ông thường được nhắc đến cùng với Thập Đắc và Thiền sư Phong Can. Cả ba vị đều là những nhân vật độc đáo trong lịch sử Thiền tông, tạo thành một trong những đề tài hấp dẫn của lối vẽ tốc hoạ bởi các nghệ sĩ thiền. Những bài thơ của Hàn Sơn khắc trên vách đá được sưu tầm và lưu truyền dưới tên Hàn Sơn thi.

## Hành trạng
Ông là một thi sĩ sống ẩn dật cơ hàn trong một hang đá núi Thiên Thai, thường đến viếng Thiền sư Phong Can (zh. fēnggān 豐干, ja. bukan) ở chùa Quốc Thanh. Nơi đây ông gặp Thập Đắc, một người phụ bếp trong chùa. Thập Đắc (zh. shide 拾得, Thập Đắc có nghĩa là "lượm được", ja. jittoku) hay để dành thức ăn còn sót lại trên bàn của chư tăng cho ông. Ông thường đi tới đi lui ở hành lang, thỉnh thoảng kêu to một mình rồi tự than: "Khổ quá! Khổ quá! Họ cứ lăn trôi mãi trong tam giới" và khi bị đuổi đi thường vỗ tay cười lớn rời chùa.
Về Thập Đắc thì cũng không ai biết gì, chỉ rõ là ông bị bỏ rơi lúc còn nhỏ trong rừng, được Phong Can - vị trụ trì tại chùa Quốc Thanh - tìm thấy và bồng về chùa nuôi dưỡng. Phong Can thì nổi danh vì sư cảm hoá được cả cọp, xung quanh am của sư có cọp dữ qua lại và vì vậy, sư thường được trình bày dưới dạng cưỡi cọp trong các bức tranh.
Một hôm Thập Đắc quét sân chùa, vị sư trụ trì hỏi: "Chú tên là Thập Đắc vì Phong Can mang chú về. Vậy chú tên họ là gì? ở đâu đến?" Thập Đắc nghe hỏi vậy liệng cây chổi và đứng khoanh tay trước ngực. Sư trụ trì không hiểu. Hàn Sơn chợt đi ngang qua, đấm ngực kêu: "Ối! Ối!" Thập Đắc hỏi: "Làm gì thế, huynh?" Hàn Sơn bảo: "Chú có biết nói: 'Nhà hàng xóm chết, người hàng xóm chia buồn, không?'" Rồi cả hai cùng nhảy múa, vừa la vừa cười bỏ đi.
Trong lời dẫn của tập Hàn Sơn thi, Lưu Khâu Dận - một vị quan mộ đạo tại Đài Châu - có ghi lại chút ít về Hàn Sơn và Thập Đắc. Khi được Phong Can chữa khỏi bệnh, ông hỏi: "Vùng này có vị nào mà tôi có thể theo học được chăng?" Phong Can đáp: "Ai nhìn họ thì không nhận ra, ai mà nhận ra họ thì không cần nhìn. Nếu ông muốn yết kiến thì không nên tin vào cặp mắt thịt - và sẽ nhận ra họ. Hàn Sơn là Văn-thù, ẩn cư trên chùa Quốc Thanh, Thập Đắc là Phổ Hiền, trông giống như một gã ăn xin, phong cách như cuồng..."
Nghe như vậy, Lưu Khâu liền đến chùa Quốc Thanh tìm hai vị. Vừa thấy mặt, ông làm lễ cung kính. Việc này làm các vị sư trong chùa ngạc nhiên, hỏi: "Đại nhân sao lại lễ các gã ăn xin này?" Hàn Sơn và Thập Đắc liền cười to và nói: "Phong Can này lắm chuyện, đáng bị quở phạt vụ này." Cả hai chạy trốn thật nhanh, không ai theo kịp. Khi Lưu Khâu đến tìm cúng dường lần nữa thì gặp Hàn Sơn và Hàn Sơn thấy ông liền la lớn: "Các ngươi hãy cố gắng!" Nói xong, ông lui vào một hang đá không bao giờ trở ra nữa, Thập Đắc cũng mất tích luôn. Sau đây là một bài thơ của ông (Trúc Thiên dịch):
| 憶得二十年 徐歩國清歸 國清寺中人 盡道寒山癡 癡人何用疑 疑不解尋思 我尚自不識 是伊爭得知 低頭不用問 問得復何爲 有人來罵我 分明了了知 雖然不應對 却是得便宜 | Ức đắc nhị thập niên Từ bộ Quốc Thanh quy Quốc Thanh tự trung nhân Tận đạo Hàn Sơn si Si nhân hà dụng nghi Nghi bất giải tầm ti Ngã thượng tự bất thức Thị y tranh đắc tri Đê đầu bất dụng vấn Vấn đắc phục hà vi Hữu nhân lai mạ ngã Phân minh liễu liễu tri Tuy nhiên bất ứng đối Khước thị đắc tiện nghi. | Nhớ hai mươi năm trước Thả bộ Quốc Thanh về Trong chùa ai cũng nói Hàn Sơn là gã si Người si cần chi nghi Nghi không hiểu tầm ti (tư) Riêng ta còn chẳng biết Thì y biết nỗi gì Cúi đầu đừng hỏi nữa Hỏi được lại làm chi? Có người đến chửi ta Ta biết rõ tức thì Tuy nhiên không ứng đối Thế mà được tiện nghi |

Hàn Sơn & Thập Đắc, tranh của Châu Văn (zh. 周文, ja. shūbun), ?-1460, một họa sĩ người Nhật.

Sự trầm tĩnh khinh an, tự tín bất động xuất phát từ hai nhân vật này cho thấy rằng, nó chỉ có thể là biểu hiện từ tâm giác ngộ. Tự mình tu tập, chẳng theo tông phái nào, cũng chẳng sống trong chùa theo luật chật hẹp mà vẫn đi trên Phật đạo, "cuồng điên" nhưng trí huệ lại cao siêu xuất thế. Có lẽ vì sự dung hoà của những kiến giải mâu thuẫn người ta tìm được ở hai đại nhân này mà hình tượng của họ đã và vẫn còn gây nhiều cảm hứng cho những người cư sĩ mộ đạo, trở thành những đề tài bất hủ trong nghệ thuật giới thiền.